# 库尔特·斯万斯特伦
库尔特·斯万斯特伦（瑞典語：Kurt Svanström，1915年3月24日—1996年1月16日），瑞典男子足球运动员，司职中场。他曾代表瑞典国家队参加1938年国际足联世界杯，结果队伍获得第四名。